# HTML5 Shiv
HTML5 Shiv — плагин языка программирования JavaScript. Полифил, позволяющий обеспечивать базовые стили HTML5 для Internet Explorer 6-8, Safari 4.x, Firefox 3.x. и iPhone 3.x.

## Совместимость с Internet Explorer
В прежних версиях Internet Explorer (IE8 и более ранних) поддержка элементов HTML5 отсутствовала.
Доля Internet Explorer 8 составляет всего 0,77 % по данным caniuse.com за май 2016 года. Несмотря на это, некоторые веб-сайты всё ещё разрабатываются с учётом специфики работы данного браузера. HTML5 Shiv позволяет ранним версиям Internet Explorer распознавать теги HTML5.

## Пример использования
Ниже приведен пример использования HTML5 Shiv в ранних версиях Internet Explorer:
```
<!DOCTYPE html>

<
html
>

 
<
head
>

  
<!--[if lt IE 9]>

  <script src="//cdnjs.cloudflare.com/ajax/libs/html5shiv/r29/html5.min.js"></script>

  <![endif]-->

 
</
head
>

 
<
body
>

 
</
body
>

</
html
>

```